# Poranga
Poranga är en kommun i Brasilien.   Den ligger i delstaten Ceará, i den östra delen av landet, 1 400 km nordost om huvudstaden Brasília. Antalet invånare är 12 003.
Omgivningarna runt Poranga är huvudsakligen savann. Runt Poranga är det glesbefolkat, med 19 invånare per kvadratkilometer.